# María Martínez
María Gabriela Martínez Gascon (ur. 3 stycznia 1983 w Ciudad Bolívar) – wenezuelska szermierka.

## Życiorys
Martinez pochodzi z Wenezueli. Do Łodzi wyjechała wraz z rodziną około 2003 roku. Tam uczyła się w Studium Języka Polskiego dla Cudzoziemców przy Uniwersytecie Łódzkim oraz trenowała w Kolejarzu Łódź pod okiem wuja i trenera – Ruperto Gascona. Następnie przeniosła się do założonego przez Gascona klubu – KS Szpada Łódź. Reprezentowała Wenezuelę na dwóch igrzyskach olimpijskich: Letnich Igrzyskach Olimpijskich w Pekinie (2008) i Letnich Igrzyskach Olimpijskich w Londynie (2012) w szermierce indywidualnej kobiet, zajmując kolejno 21. i 36. miejsce. Jest wielokrotną medalistką Igrzysk Ameryki Środkowej i Karaibów i Igrzysk Panamerykańskich.

### Życie prywatne
Siostrą Maríi Martínez jest szermierka – Dayana Martínez. Jej kuzynami są szermierze, bracia Limardo: Rubén, Francisco i Jesús. Ruben Limardo zdobył złoty medal na Igrzyskach Olimpijskich w Londynie w 2012 roku. Jej wuj – Ruperto Gascon, i brat – Benry Martínez – są trenerami szermierki.
Martínez jest mormonką.

## Sukcesy

### Igrzyska Panamerykańskie
(1×): 2007
 (1×): 2015
 (3×): 2011, 2015, 2015.

### Igrzyska Ameryki Środkowej i Karaibów
(2×): 2002, 2010,
 (3×): 2006, 2014, 2018,
 (3×): 2010, 2014, 2018.